# 國立聯合大學圖書館
國立聯合大學圖書館是國立聯合大學的圖書館，前身為私立聯合工業技藝專科學校的圖書室，與1972年聯大創校時一同成立，目前總館為八甲校區國鼎圖書館，在二坪山校區設有分館。

## 歷史

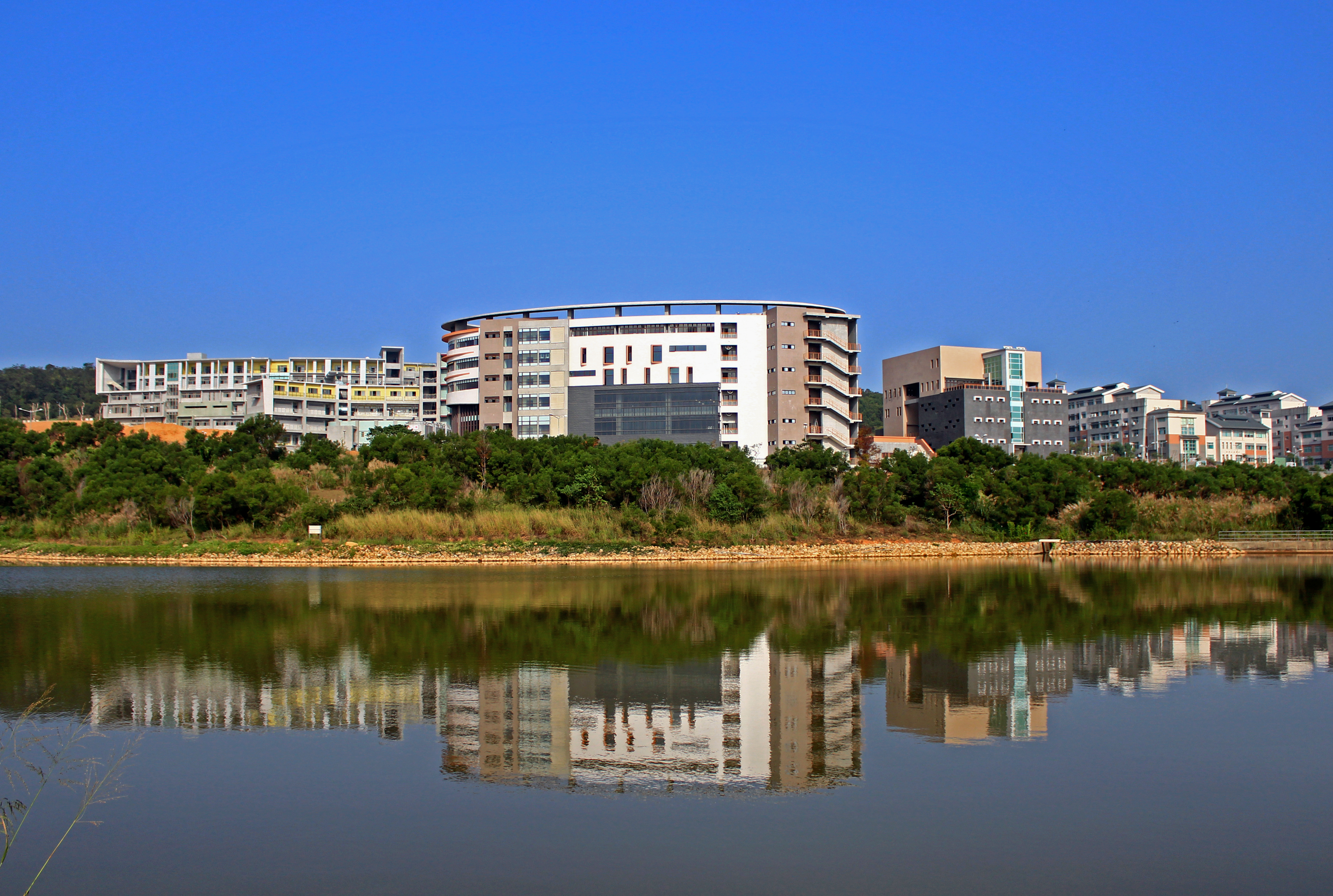
聯合大學八甲校區大學湖與國鼎圖書館

- 1972年私立聯合工業技藝專科學校創校設立圖書室，為二專部學校圖書館。
- 1985年興建圖書館，命名為「國鼎圖書館」，以紀念聯合大學創辦人李國鼎。
- 1991年購入圖書管理系統軟體，開始進行圖書資料回溯建檔。
- 1992年建立網路系統，並開放電腦檢索資料服務。
- 1997年更新網路系統提昇頻寬，建立資料庫檢索系統。
- 1999年配合升格技術學院，館藏量向10萬冊邁進。
- 2000年升格技術學院，圖書館提昇為一級單位。
- 2002年配合改制大學，增建頂樓及擴增各項設備，並增設休閒圖書、網路服務 專區。
- 2003年改制大學，變更圖書館組織為五組，分別為讀者服務、技術服務、系統資訊、視聽服務組及校史室。
- 2006年變更組織為三組一中心，分別為讀者服務、採編、系統管理組及數位學習中心。
- 2008年購置自助借書機 ， 節省讀者借閱等候時間 ； 建置資訊素養教室提供圖書館教育訓練、導覽及推廣課程之場所 。
- 2011年，3月1日舉行八甲校區圖資大樓新建工程動土典禮。
- 2014年3月18日八甲校區總圖書館1樓自修室開放。
- 2014年6月23日～8月31日進行二坪山校區總圖書館搬遷八甲校區總圖書館作業，二坪山校區舊總圖書館走入歷史。
- 2014年9月17日進行八甲校區總圖書館試營運。
- 2014年11月19日八甲校區總圖書館舉行正式啟用典禮正式啟用。

## 外部連結
- 國立聯合大學圖書館（页面存档备份，存于）

- 國立聯合大學國鼎圖書館（页面存档备份，存于）